# Драа — Тафилалет
Драа — Тафилалет (араб. الدار البيضاء - سطات‎, бербер. ⴷⴰⵔⵄⴰ-ⵜⴰⴼⵉⵍⴰⵍⵜ / Deṛɛa-Tafilalt) — область в Марокко. Площадь — 105 383 км². Численность населения — 1 635 008 чел. (перепись 2014 года). Административный центр — город Эр-Рашидия.

## География
Область находится на востоке страны в горах Атлас. Крупнейшие реки — Драа и Зиз — орошают оазис Тафилальт на востоке. Граничит с областями Сус — Масса на юго-западе, Марракеш — Сафи на западе, Бени-Меллаль — Хенифра на северо-западе, Фес — Мекнес на севере, Восточной областью на северо-востоке. Также граничит с двумя алжирскими вилайетами: с Тиндуфом на юге и Бешаром на юго-востоке.

## История
Область Драа — Тафилалет была образована в ходе административной реформы в сентябре 2015 года, объединив в себе провинции Эр-Рашидия, Мидельт (область Мекнес-Тафилалет), Варзазат, Тингир и Загора (область Сус-Масса-Драа). Своё название область получила по реке Драа и географическому региону Тафилальт.

## Политика
14 сентября 2015 года первым президентом областного совета был избран Лахбиб Шубани

## Административное деление
- Провинция Варзазат
- Провинция Загора
- Провинция Мидельт
- Провинция Тингир
- Провинция Эр-Рашидия

## Экономика
Традиционно главной экономической деятельностью в области являлись сельское хозяйство и пасторализм, однако в последние годы на них негативно влияет усиливающееся опустынивание. В районе города Варзазат сосредоточена индустрия кинопроизводства. Популярными туристическими объектами являются укреплённые деревни, например, объект всемирного наследия Айт-Бен-Хадду. Также для местной экономики имеют значение традиционные искусства и ремёсла, такие как гончарство в Тамгруте и шитьё ковров в Тазенахте. В 10 км к северо-западу от города Варзазат находится солнечная электростанция СЭС Уарзазат.

### Транспорт
Самые большие города области, Эр-Рашидия и Варзазат, соединены между собой Национальной дорогой 10. По долине реки Драа проложена Национальная дорога 9, которая связывает Варзазат с Марракешем к северо-западу. Национальная дорога 13 пролегает по долине реки Зиз и соединяет Эр-Рашидию с Мекнесом на севере. Самым загруженным аэропортом области является аэропорт Варзазат; также коммерческие рейсы принимают аэропорты в Эр-Рашидии и Загоре.